# La Grande Bourgeoise
Pour plus de détails, voir Fiche technique et Distribution.
La Grande Bourgeoise (Fatti di gente perbene) est une coproduction franco-italienne, réalisée en 1974 par Mauro Bolognini. Le film s'appuie sur un fait réel : le meurtre du comte Francesco Bonmartini par le frère de son épouse, l'avocat Tullio Murri, en août 1902 à Bologne.

## Synopsis
À Bologne, au début du XXe siècle, un grave événement passionnel secoue la famille du professeur Murri. Celui-ci, grand bourgeois et chirurgien renommé, professe néanmoins des opinions humanistes. Sa fille, Linda, mère de deux enfants, se sépare, durant quelques années, de son mari, le comte Bonmartini. Puis, sous la pression de l'Église et de la famille de son époux, elle reprend la vie commune. C'est, à ce moment précis que le comte Francesco Bonmartini est assassiné dans d'étranges circonstances... Le frère de Linda, Tullio, qui s'est dénoncé, est reconnu comme l'auteur du meurtre. Mais le juge Stanzani, adversaire politique des Murri, est d'une exceptionnelle sévérité : Linda est accusée d'être l'instigatrice de cet homicide et écope, ainsi que son amant Carlo Secchi, d'une peine de trente ans de prison... Elle bénéficiera, fort heureusement, de la grâce du roi Victor-Emmanuel III, reconnaissant envers le chirurgien Murri d'avoir sauvé sa fille.

## Fiche technique
- Titre original : Fatti di gente perbene (Acte de personnes respectables)
- Titre en français : La Grande Bourgeoise
- Réalisation : Mauro Bolognini
- Scénario : M. Bolognini, Sergio Bazzini
- Photographie : Ennio Guarnieri, Eastmancolor
- Musique : Ennio Morricone
- Décors : Guido Josia
- Costumes : Gabriella Pescucci
- Assistant réalisateur : Mauro Cappelloni, Mario Garriba et Pierre Vidal
- Production : Filmarpa (Italie) / Lira Films (France)
- Genre : drame et historique
- Durée : 120 min
- Pays de production :  Italie /  France
- Année de réalisation : 1974
- Dates de sortie : 
  - Italie : 28 septembre 1974
  - France : 2 avril 1975

## Distribution
- Catherine Deneuve : Linda Murri
- Giancarlo Giannini : Tullio Murri
- Fernando Rey : le professeur Murri
- Tina Aumont : Rosa Bonetti
- Paolo Bonacelli : le comte Francesco Bonmartini, époux de Linda Murri
- Ettore Manni : Carlo Secchi
- Marcel Bozzuffi : Augusto Stanzani, le juge
- Corrado Pani : Pio Naldi
- Laura Betti : Tisa Borghi